# Les Pieds dans le plat (téléfilm)
Pour les articles homonymes, voir Les Pieds dans le plat.
Les Pieds dans le plat  est un téléfilm français réalisé par Simon Astier tourné en juillet 2010 et diffusé pour la première fois le 24 juillet 2012 sur France 3.

## Synopsis
Une future mariée part à la recherche de ses origines. A 15 jours des noces, elle découvre que son père n'est pas son vrai père. Elle décide de partir en Bretagne pour retrouver son géniteur. Elle ne le retrouve pas, mais se découvre toute une famille qu'elle décide de convier à Paris pour des présentations surprises, une sorte de jeu de la vérité.

## Fiche technique
- Réalisation : Simon Astier
- Scénario : Barbara Grau
- Image :
- Montage : Caroline Descamps
- Décors : Pascal Deprée
- Musique : Étienne Forget
- Production : Philippe Perrin
- Pays :  France
- Durée : 95 minutes
- Date de diffusion : 24 juillet 2012

## Distribution
- Marie-Julie Baup : Anouchka Stern
- Jonathan Cohen : Samuel Benhaim
- Max Boublil : Benjamin Benhaim
- Lorella Cravotta : Esther Benhaim
- Julia Dorval : Rachel
- Michel Jonasz : Maurice Benhaim
- Jenny Clève : Suzanne Lagadec
- Fanny Cottençon : Judith Alban Stern
- Philippe Noël : Lucien Stern
- Frankie Wallach : Emma Benhaim
- Tsilla Chelton : Sonia
- Simon Astier : Journaliste
- Sarah-Laure Estragnat : Sarah
- Laurence Flahault : Odette